# Fury-und-Hecla-Straße
Die Fury-und-Hecla-Straße (englisch Fury and Hecla Strait) ist eine Meerenge im kanadischen Nunavut. Sie trennt die größte Insel des Landes, die Baffininsel,  vom Festland, genauer gesagt von der Melville-Halbinsel. Die Wasserstraße ist ca. 160 km lang und bis zu 35 km breit. Am Ostende liegen einige Inseln in der Fury-und-Hecla-Straße. Hier befindet sich zwischen Ormonde Island und dem kanadischen Festland auch die mit nur 2 km schmalste Stelle der Meerenge. Das Gewässer ist die meiste Zeit des Jahres vereist.
Die Wasserstraße wurde 1822 im Zuge der zweiten Expedition von William Edward Parry entdeckt und nach seinen beiden Schiffen, der HMS Fury und der HMS Hecla, benannt.
Wichtigster Ort der Region ist Iglulik auf einer Insel etwas südöstlich der Fury-und-Hecla-Straße.